# Xylocopa lugubris
Xylocopa lugubris là một loài Hymenoptera trong họ Apidae. Loài này được Gerstäcker mô tả khoa học năm 1857.